# Bombach (Kenzingen)
Bombach ist ein Ortsteil der Gemeinde Kenzingen in Baden-Württemberg.

## Lage
Der Ortsteil Bombach liegt etwa vier Kilometer südöstlich von Kenzingen in der Vorbergzone des Schwarzwalds im Tal des zur Elz laufenden Dorfbachs. Nach Westen öffnet sich das Tal nach Kenzingen hin zur Rheinebene, im Osten steigen die Ausläufer des Schwarzwalds in die Höhe. Die Gemarkung grenzt an Kenzingen mit seinen anderen beiden Ortsteilen Nordweil und Hecklingen, sowie an die Gemeinde Malterdingen und den Ortsteil Heimbach der Gemeinde Teningen. Der Ort liegt zwischen den bekannten Reblagen Sommerhalde, Hummelberg und Rammersberg eingebettet, welche durch ihre sehr gehaltvollen Burgunder und Gewürztraminerweine wesentlich zum Bekanntheitsgrad des Stadtteiles beitragen. Seit über 30 Jahren findet alljährlich das Weinfest am Hummelberg mit unverwechselbarem Charakter statt, welches zusätzlich den Weinort weit über die Region hinaus zu einem Markenzeichen und Anziehungspunkt gemacht hat. Bombach ist gemessen an der Größe der Gemarkungsfläche und der Zahl der Einwohner der kleinste Ortsteil von Kenzingen.

## Politik
Ortsvorsteher ist seit 2019 Bruno Jägle.

## Geschichte
Bombach wurde erstmals 1144 in einer Schriftquelle erwähnt, in der Papst Lucius II. das Kloster St. Trudpert seinem Schutz unterstellt und dessen Privilegien und Besitzungen bestätigt. In dieser Urkunde wird auch ein Gut Bombach samt Kirche erwähnt. Die Tatsache, dass die Ansiedlung damals bereits über eine Kirche verfügte, lässt vermuten, dass sie erheblich älter ist.
Mitte des 14. Jahrhunderts gehörte der Ort zur Herrschaft Üsenberg. Nach dem Aussterben der Üsenberger fiel Bombach mit der niederen Herrschaft Üsenberg an die Habsburger und gehörte damit zur vorderösterreichischen Herrschaft Kürnberg. Im 15. und 16. Jahrhundert teilte Bombach das Schicksal von Kenzingen und Kürnberg, die beide zwischen 1415 und 1425 von Kaiser Sigismund eingezogen und danach mehrfach verpfändet wurden. Auch nach der Rückgabe der Besitzungen an die Habsburger blieben diese noch lange als Pfand in fremden Händen. Auch Bombach befand sich so bis zum Jahr 1515 im Besitz der Stadt Straßburg, die ihre Rechte als Pfandherr durch einen Vogt auf der Burg Kürnberg wahrnehmen ließ.
Während der napoleonischen Kriege fiel Bombach im Jahre 1806 an das Großherzogtum Baden. Bis zur Verwaltungsreform im Jahr 1971 war Bombach eine selbständige Gemeinde. Danach erfolgten die Auflösung der Selbständigkeit und die Eingemeindung in die Stadt Kenzingen.

## Kirche St. Sebastian

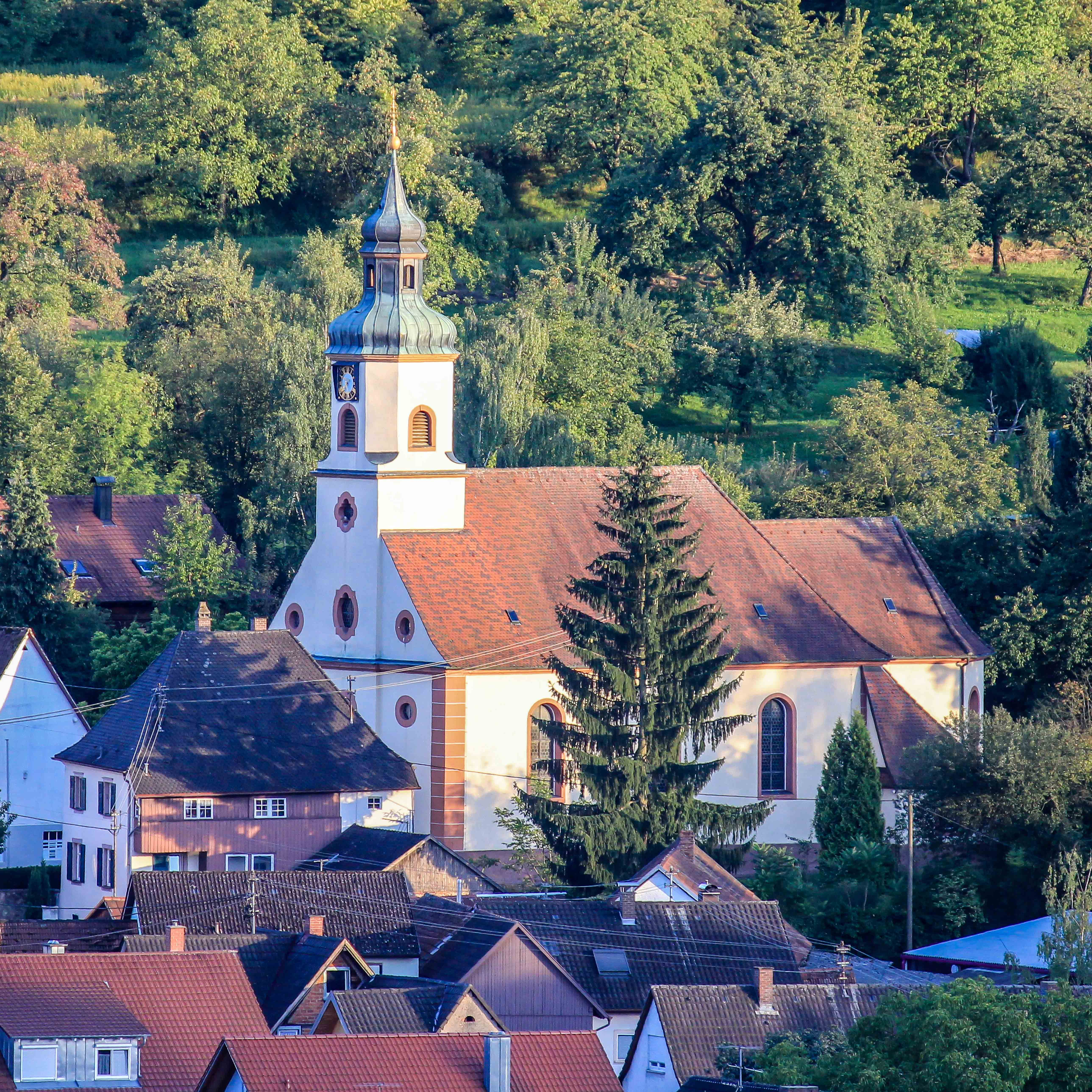
Blick auf die Bombacher Kirche

- 1144 Kloster St. Trudpert wird der Besitz von Bombach mit Kirche bestätigt.
- 1316 St. Trudpert verkauft Kirchensatz an die Gebrüder Schlegelholz aus Kenzingen.
- 1463 Der Hl. Mathias wird erstmals als Schutzheiliger der Kirche erwähnt.
- 1586 Das Benediktinerkloster Ettenheimmünster verkauft das Patronatsrecht an das Kloster Schuttern.
- 1608 Der Hl. Sebastian wird fortan als Schutzpatron der Pfarrkirche genannt.
- 1787 Die jetzige Pfarrkirche wird erbaut.
- 1791 Das jetzige Pfarrhaus wird durch Pfarrer Domenicus Madamé erbaut.

Über den Standort der früheren Kirche, die „eng – finster – und kaum die Helfte der Bürgerschaft fassend“ gewesen sein soll, ist wenig bekannt, man vermutet ihn aber etwa dort, wo die heutige Kirche steht.
Der erste namentlich bekannte Pfarrer Siboto von Bonbach wird 1251 erwähnt.
Im Jahr 1340 ist Berchthold von Bombach Kirchherr, der auch Beichtvater der Luitgard von Wittichen war, die nie förmlich heiliggesprochen wurde, aber in Teilen des Schwarzwalds bis heute als „Heilige des Mutterschoßes“ verehrt wird. Er verfasste bereits kurz nach ihrem Tod eine Lebensbeschreibung der Mystikerin und Klostergründerin. Darin schreibt er: „Ich, Berchtoldus, ein armer Priester, war Kirchherr zu Bombach im Breisgau zur selben Zeit, als die vorgenannte Mutter selig, das Kloster zu Wittichen anfing, reich an Mut und arm an vergänglichen Gütern …“

## Sühnekreuze
An der Auffahrt zum „Weingarten“ finden sich zwei schlichte Sandsteinkreuze. Das eine Kreuz wurde im 15. oder 16. Jahrhundert erstellt. Hier soll ein Metzger einen Bäcker ermordet haben. Sühnekreuze waren bis Anfang des 17. Jahrhunderts Teil der Wiedergutmachung, die zwischen den Hinterbliebenen und den Mördern getroffen wurden. Festgehalten wurde das üblicherweise in einem offiziellen Sühnevertrag, der aber für dieses Kreuz nicht mehr vorhanden ist. Das andere Kreuz wurde im 17. oder 18. Jahrhundert aufgestellt. Es ist eher ein Gedenkkreuz, wie man es heute noch an Stellen findet, an denen jemand zu Tode gekommen ist.

## Enderlis Grab
Wenn der Wanderer heute auf dem viel begangenen Vier-Burgen-Weg von der Burg Lichteneck in Hecklingen kommend aus dem Wald tritt, trifft er in den Reben auf ein Wegkreuz. Zu diesem Kreuz, das im Rahmen der Rebumlegung Rammersberg um einige Meter in Richtung Bombach versetzt wurde, gibt es folgende überlieferte Sage aus der Zeit des Dreißigjährigen Krieges (1618–1648).
„Enderle“ soll ein Kräutersammler und Heilkundler gewesen sein, dessen Hilfe man bei Gefahr für Leib und Leben von Mensch und Tier in Anspruch nahm. Als in jener bewegten Zeit wieder einmal Soldatenhorden plündernd und brandschatzend durchs Land zogen, griff Enderle zu einer List. Er schichtete in der Nähe seiner Behausung am „Enderlis Dobel“ einen wohl sehr großen Reisighaufen aufeinander. Als die wilde Horde aus Richtung Kenzingen im Anmarsch war, zündete er den Reisighaufen an, so dass man die in den Himmel lodernden Flammen schon von weitem sah. Die Hordenführer fielen auf die List herein und nahmen an, dass schon andere Plünderer ihr Werk getan hätten, und zogen weiter in Richtung Freiburg davon. Auf diese Weise bewahrte Enderle die Bombacher Gehöfte vor Plünderung und Brandschaden. Enderle soll später erschlagen worden sein; an der Stelle, wo man seine Leiche fand, errichtete man ein Kreuz, das noch heute im Volksmund Enderlis Grab bzw. Enderlis Kreuz genannt wird. Ob er allerdings an dieser Stelle auch bestattet wurde, ist nicht bekannt.

## Revolutionär Gebhard Kromer
Der am 17. Juni 1821 geborene Gebhard Kromer, geb. Wehrle, war Soldat beim Großherzoglichen Badischen Infanterieregiment Erbgroßherzog Nr. 11. In der sogenannten badischen Mai-Revolution schloss er sich den aufständischen Soldaten an, wurde dort zum Korporal gewählt und nach der Niederlage der badischen Revolution wegen Hochverrats am 21. August 1849 um 4:30 Uhr standrechtlich auf dem Wiehre-Friedhof in Freiburg erschossen.
Zwei badische Soldaten berichteten: „Der Delinquent war heiter. Auf dem Platz stand ein leerer Sarg. Kromer ging zehn Schritte vor die Soldaten bis neben den Sarg, drehte sich um und rief laut: ich war standhaft im Leben und werde standhaft sterben. Ich sterbe aber unschuldig.“ Ihn trafen 12 Kugeln, 9 davon absolut tödlich. Mit Gebhard Kromer wurden gleichzeitig zwei weitere Urteile vollstreckt. Dabei handelte es sich um den Potsdamer Major Maximilian Dortu und den Demokraten Friedrich Neef aus Rümmingen bei Lörrach. Da Dortu wohlhabende Eltern hatte, wurde für alle drei Erschossenen ein Grabmal auf dem Friedhof in Freiburg-Wiehre errichtet.
Im Jahr 2014 wurde in der Bombacher Sommerhalde ein Gedenkstein für Gebhard Kromer errichtet.